# Le Jeune Cassidy
Pour plus de détails, voir Fiche technique et Distribution.
Le Jeune Cassidy (Young Cassidy) est un film anglo-américain réalisé par Jack Cardiff et John Ford, sorti en 1965. Le film est l'adaptation de l'autobiographie de l'écrivain irlandais Sean O'Casey. 

## Synopsis
À Dublin, en 1911, dans l'Irlande occupée par les forces britanniques, John Cassidy travaille pour faire vivre sa mère et sa sœur. Animé par un désir de justice et de liberté pour son pays, il a aussi à cœur d'étudier, de lire, d'écrire, et de mettre sa plume au service de l'indépendance irlandaise. Il participe à des grèves et à des mouvements de protestation, écrit des tracts politiques. Pendant une manifestation, il rencontre Daisy Battles, une jolie danseuse qui devient sa maitresse. Mais, très vite, il l'abandonne pour Nora, vendeuse dans une librairie, qui comprend ses aspirations et l'encourage à écrire. L'échec de l'insurrection irlandaise de 1916, violemment réprimée par les Britanniques, ne le décourage pas. Une pièce de théâtre qu'il a écrite, La Charrue et les Étoiles, finit par être acceptée à l'Abbey Theatre de Dublin. La carrière d'un grand écrivain commence.

## Fiche technique
- Titre : Le Jeune Cassidy
- Titre original : Young Cassidy
- Réalisation : Jack Cardiff et John Ford
- Scénario : John Whiting d'après l'autobiographie Mirror in My House de Sean O'Casey
- Musique : Sean O'Riada
- Photographie : Edward Scaife
- Montage : Anne V. Coates
- Décors : Michael Stringer
- Costumes : Margaret Furse
- Générique : Maurice Binder
- Production : Robert Emmett Ginna, Robert D. Graff
- Société de production : Sextant Films, Metro-Goldwyn-Mayer
- Pays de production : Royaume-Uni
- Format : Couleurs - 1,66:1 - Mono - 35 mm
- Genre : Biopic et drame
- Durée : 110 minutes
- Date de sortie : février 1965

## Distribution
- Rod Taylor (VF : Jean-Claude Michel) : John Cassidy
- Maggie Smith (VF : Nadine Alari) : Nora
- Julie Christie (VF : Michèle Bardollet) : Daisy Battles (Bataille en VF)
- Flora Robson : Mrs. Cassidy
- Jack MacGowran (VF : Albert Augier) : Archie
- Siân Phillips : Ella
- T.P. McKenna : Tom
- Julie Ross : Sara
- Robin Sumner : Michael
- Philip O'Flynn (VF : Jacques Balutin) : Mick Mullen
- Pauline Delaney : Bessie Ballynoy
- Edith Evans (VF : Lita Recio) : Lady Gregory
- Michael Redgrave (VF : Jean Michaud) : W.B. Yeats
- Arthur O'Sullivan : le contremaître
- Joe Lynch : un lanceur
- Vincent Dowling : Un lanceur
- Tom Irwin : Un agent de police
- John McDarby : Barman
- John Cowley (VF : Pierre Collet) : Barman
- Gerry Sullivan (VF : Georges Aubert) : Barman
- Derry Power (VF : Raoul Curet) : un révolutionnaire dans la du capitaine White
- Bill Foley : Un employé
- John Franklyn : Caissier
- Harry Brogan (VF : Teddy Bilis) : R. Murphy
- Arthur O'Sullivan (VF : Pierre Collet) : le contremaître
- Donal Donnelly : le premier employé à bord du corbillard
- Martin Crosbie (VF : Bernard Musson) : le second employé à bord du corbillard
- Harold Goldblatt (VF : Émile Duard) : O'Brien, le directeur du théâtre
- Guy Doleman : Officier

## Autour du film
John Ford est tombé malade après trois semaines de tournage et a été remplacé par Jack Cardiff, célèbre directeur photo britannique. Ford n'a réalisé que les 20 premières minutes du film.